# San Pedro de Lóvago
San Pedro de Lóvago es un municipio del departamento de Chontales en la República de Nicaragua.

## Geografía
El término municipal limita al norte con los municipios de La Libertad y Santo Domingo, al sur con los municipios de Santo Tomás y Acoyapa, al este con el municipio de Santo Tomás y al oeste con el municipio de Juigalpa. La cabecera municipal está ubicada a 193 kilómetros de la capital de Managua.
Se encuentra asentado sobre un terreno con muchos accidentes geográficos, está construido por extensas planicies y cordilleras, se caracteriza por ser una región montañosa y fértil, las principales montañas son: Murra, Banadí, Zapotal, Zanzíbar, Bulún, El Cangrejal y Amerrisque. Entre sus cordilleras montañosas existe las planicies de: El Porvenir, San Bartolo y Los Limones.

## Historia
Históricamente se conoce a los antepasados indígenas como los Lovagüenses y Lovigüiscas, éstos fueron víctimas de invasiones, saqueos y plagios de parte de las tribus de la región de la Costa Atlántica, siendo obligados a buscar refugio en diferentes lugares de la región Chontaleña, ubicándose en cuatro grandes asientos. En diferentes lugares de la jurisdicción existen jeroglíficos y pictografías rupestres; especialmente en Piedras Pintadas, de la comarca del mismo nombre. Sin embargo lo más notable que existe, es una plataforma o "enlozado" de forma rectangular, antiquísima, en el paraje "La Unión" que los vecinos llaman la Ermita. Las tradiciones afirman que se trata de una vieja ermita o del piso de un secular templo indígena.
El municipio fue fundado en el 15 de junio de 1864.

## Demografía
San Pedro de Lóvago tiene una población actual de 9,694 habitantes. De la población total, el 50.4% son hombres y el 49.6% son mujeres. Casi el 48.6% de la población vive en la zona urbana.

## Naturaleza y clima
El municipio tiene un clima de sabana tropical conocido como semi-húmedo. La temperatura promedio anual oscila entre los 25 a 26 °C y su precipitación pluvial varía entre los 1200 y 1400 mm caracterizándose por una buena distribución de las lluvias todo el año.
El territorio se localiza en la región morfológica "las mesetas y serranías de la Región Central" de origen volcánico. Existen aguas termales como El Valle de Ñambar, conocido con el nombre de Aguas Calientes.

## Localidades
El municipio está conformado por la cabecera municipal, la que cuenta con 8 zonas (I, II, III, IV, V, VI, VII, Vlll) y 6 barrios (Maria Auxiliadora, Esquipulas #1, Esquipulas #2, Milagro de Dios, Valle Verde, Loma Linda) y 17 comarcas: La Pintada, Potrero Cerrado, Bulún, Zanzíbar, Banadí, Pulvazán, Palo Solo, Llano de Los Pedros, Cunagua, El Zapotal, La Sardina, Muluco, La Palma, Sacahuacal, La Ñambar, San Bartolo y El Juste.

## Economía
Las principales actividades económicas son la ganadería y agricultura.

## Cultura
Fiestas patronales en honor al Señor de Esquipulas, el 15 de enero. Las corridas de toros, fiestas populares, del 14 al 17 de febrero. San Pedro el 29 de junio y el 4 de octubre se celebra el aniversario del Instituto Autónomo Carlos Pujol, con desfile y carnaval.